# Цзаочжуан
Цзаочжуан (кит. спр. 枣庄市, піньїнь: Zǎozhuāng Shì) — місто-округ в китайській провінції Шаньдун. 

## Географія
Округа Цзаочжуан розташовується на півдні провінції.

### Клімат
Місто знаходиться у зоні, котра характеризується вологим субтропічним кліматом. Найтепліший місяць — липень із середньою температурою 26.5 °C (79.7 °F). Найхолодніший місяць — січень, із середньою температурою -0.7 °С (30.7 °F).
| Клімат Цзаочжуана       | Клімат Цзаочжуана | Клімат Цзаочжуана | Клімат Цзаочжуана | Клімат Цзаочжуана | Клімат Цзаочжуана | Клімат Цзаочжуана | Клімат Цзаочжуана | Клімат Цзаочжуана | Клімат Цзаочжуана | Клімат Цзаочжуана | Клімат Цзаочжуана | Клімат Цзаочжуана | Клімат Цзаочжуана |
| Показник                | Січ.              | Лют.              | Бер.              | Квіт.             | Трав.             | Черв.             | Лип.              | Серп.             | Вер.              | Жовт.             | Лист.             | Груд.             | Рік               |
| Середня температура, °C | −0,7              | 1,2               | 7,1               | 14                | 19,8              | 24,3              | 26,5              | 26                | 20,9              | 15,1              | 8                 | 1,4               | 13,6              |
| Норма опадів, мм        | 12.1              | 15.8              | 26.7              | 46.5              | 57.4              | 103.2             | 253               | 159.4             | 85.6              | 43.3              | 24.5              | 13.7              | 841.2             |
| Днів з опадами          | 3,9               | 5,4               | 5,8               | 8,4               | 7,3               | 8,9               | 15,1              | 11,9              | 9,4               | 7,5               | 6,9               | 4,9               | 95,4              |
| Вологість повітря, %    | 61.2              | 61.9              | 59.2              | 60.8              | 61.3              | 65.4              | 80.1              | 79.9              | 73.4              | 69.1              | 65.6              | 62.5              | 66.7              |
| ----------------------- | ----------------- | ----------------- | ----------------- | ----------------- | ----------------- | ----------------- | ----------------- | ----------------- | ----------------- | ----------------- | ----------------- | ----------------- | ----------------- |
| Джерело: Weatherbase    |                   |                   |                   |                   |                   |                   |                   |                   |                   |                   |                   |                   |                   |